# Otto Schreier

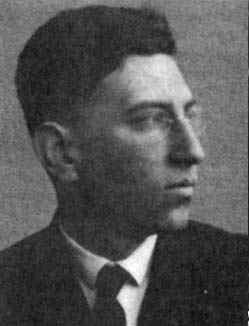
Otto Schreier

Otto Schreier (* 3. März 1901 in Wien; † 2. Juni 1929 in Hamburg) war ein österreichischer Mathematiker, der sich mit kombinatorischer Gruppentheorie beschäftigte und u. a. mit dem Satz von Nielsen-Schreier bekannt wurde.

## Leben und Werk
Seine Eltern waren der Architekt Theodor Schreier (1873–1943) und dessen Frau Anna geb. Turnau (1878–1942). Otto Schreier studierte ab 1920 an der Universität Wien bei Wilhelm Wirtinger, Philipp Furtwängler, Hans Hahn, Kurt Reidemeister, Leopold Vietoris, Josef Lense. 1923 wurde er bei Furtwängler promoviert (Über die Erweiterung von Gruppen). 1926 habilitierte er sich bei Emil Artin an der Universität Hamburg (Die Untergruppen der freien Gruppe. Abhandlungen des Mathematischen Seminars der Universität Hamburg, Band 5, 1927, S. 172–179), wo er auch schon vor seiner Habilitation Vorlesungen gehalten hatte.
1928 wurde er Professor an der Universität Rostock. Er hielt im Wintersemester gleichzeitig Vorlesungen in Hamburg und Rostock, erkrankte aber im Dezember 1928 schwer an einer Sepsis, an der er ein halbes Jahr später starb.

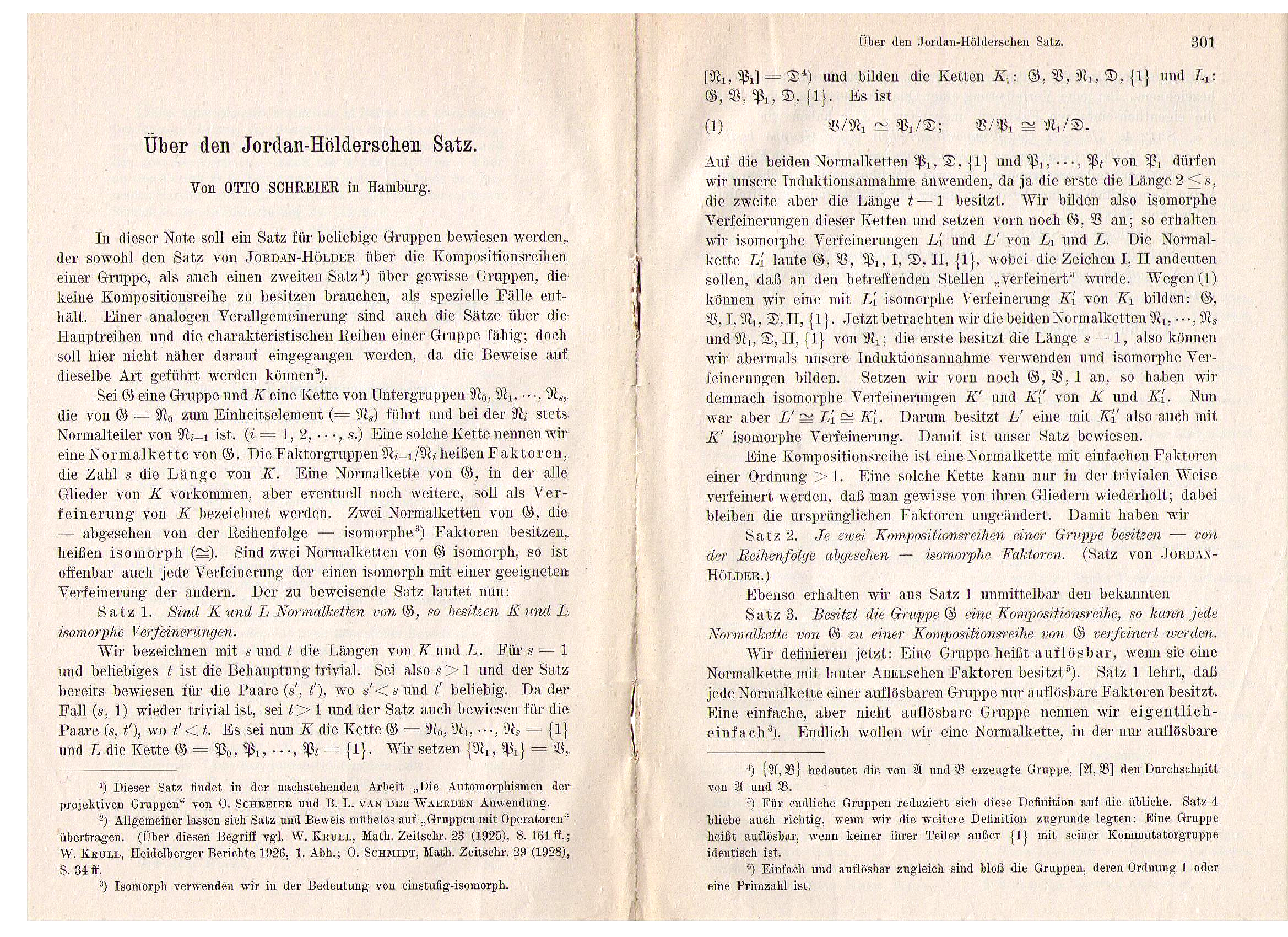
Über den Jordan-Hölderschen Satz, 1928

Schreier kam zur Gruppentheorie durch Kurt Reidemeister und untersuchte zuerst 1924 Knotengruppen im Anschluss an Arbeiten von Max Dehn. Schreiers bekannteste Arbeit ist seine Habilitationsschrift über die Untergruppen freier Gruppen, in der er Ergebnisse von Reidemeister über die normalen Untergruppen verallgemeinert. Er bewies, einen Satz von Jakob Nielsen (1921) verallgemeinernd, dass die Untergruppen freier Gruppen selbst frei sind (Satz von Nielsen-Schreier). 1927 zeigte er, dass die topologische Fundamentalgruppe der klassischen Lie-Gruppen abelsch ist. 1928 verbesserte er den Satz von Jordan-Hölder (Über den Jordan-Hölderschen Satz. Abhandlungen Mathem. Seminar Universität Hamburg, Band 6, 1930, S. 300–302, siehe Abbildung). Mit Emil Artin bewies er den Satz von Artin-Schreier zur Charakterisierung abgeschlossener reeller Körper (Algebraische Konstruktion reeller Körper. Abhandlungen Mathem. Seminar Hamburg, Band 5, 1927).
Die Schreier-Vermutung der Gruppentheorie besagt, dass die Gruppe der äußeren Automorphismen jeder endlichen einfachen Gruppe auflösbar ist (die Vermutung folgt aus dem Klassifikationstheorem der endlichen einfachen Gruppen, das nach allgemeiner Überzeugung bewiesen ist).
Emanuel Sperner wurde bei ihm 1928 in Hamburg promoviert. Mit ihm schrieb er ein damals im deutschsprachigen Raum bekanntes einführendes Lehrbuch der Linearen Algebra.
Schreier starb nach längerer Krankheit an einer Sepsis. Einen Monat nach seinem Tod wurde seine Tochter Irene geboren. Ehefrau Edith (geb. Jakoby) und Tochter konnten im Januar 1939 in die Vereinigten Staaten flüchten. Seine Tochter wurde Pianistin und heiratete im Oktober 1959 den amerikanischen Mathematiker Dana Scott (geboren 1932), den sie in Princeton kennen gelernt hatte. Schreiers Eltern wurden im Rahmen des Holocaust im Konzentrationslager Theresienstadt ermordet.

## Schriften

### Original Schriften
- Über neuere Untersuchungen in der Theorie der kontinuierlichen Gruppen. Jahresbericht DMV, Band 37 1928, nach einem im September 1926 auf der Hauptversammlung des DMV gehaltenen Vortrag.
- mit Emanuel Sperner: Einführung in die Analytische Geometrie und Algebra. 2 Bände, Teubner 1931, 1935 (Hamburger Mathematische Einzelschriften), Göttingen, Vandenhoeck & Ruprecht (Studia mathematica) 1948, Band 1 in 7. Auflage 1969, Band 2 in 6. Auflage 1963 (englische Übersetzung Introduction to modern algebra and matrix theory bei Chelsea 1951, Band 2 als Projective Geometry of n dimensions); 2. Auflage bei Dover, s. u.
- mit Sperner: Vorlesungen über Matrizen. Hamburger Mathematische Einzelschriften, Leipzig, Teubner 1932

### Nachdrucke oder Übersetzungen
- O. Schreier, E. Sperner: Introduction to Modern Algebra and Matrix Theory. 2. Auflage. Dover Publications, Mineola, NY 2011, ISBN 978-0-486-27865-0 (archive.org).